# مازانگتسوویتسه
مازانگتسوویتسه (به لاتین: Mazańcowice) یک روستا در لهستان است که در گمینا یاشنگتسا واقع شده‌است. مازانگتسوویتسه ۸٫۱۸ کیلومتر مربع مساحت و ۳٬۴۰۱ نفر جمعیت دارد.